# Винантскілл (Нью-Йорк)
Винантскілл (англ. Wynantskill) — переписна місцевість (CDP) в США, в окрузі Ренсселер штату Нью-Йорк. Населення — 4050 осіб (2020).

## Географія
Винантскілл розташований за координатами 42°41′9″ пн. ш. 73°38′32″ зх. д. / 42.68583° пн. ш. 73.64222° зх. д. (42.685790, -73.642348).  За даними Бюро перепису населення США в 2010 році переписна місцевість мала площу 6,12 км², з яких 6,11 км² — суходіл та 0,01 км² — водойми.

## Демографія
Згідно з переписом 2010 року, у переписній місцевості мешкало 3276 осіб у 1389 домогосподарствах у складі 912 родин. Густота населення становила 535 осіб/км².  Було 1447 помешкань (236/км²).
Расовий склад населення:
| - 95,7 % — білих - 1,6 % — чорних або афроамериканців - 0,9 % — азіатів - 0,3 % — корінних американців - 0,1 % — вихідців з тихоокеанських островів |

До двох чи більше рас належало 1,2 %. Частка іспаномовних становила 1,5 % від усіх жителів.
За віковим діапазоном населення розподілялося таким чином: 21,9 % — особи молодші 18 років, 61,0 % — особи у віці 18—64 років, 17,1 % — особи у віці 65 років та старші. Медіана віку мешканця становила 43,2 року. На 100 осіб жіночої статі у переписній місцевості припадало 90,2 чоловіків;  на 100 жінок у віці від 18 років та старших — 88,6 чоловіків також старших 18 років.
Середній дохід на одне домашнє господарство  становив 83 599 доларів США (медіана — 81 360), а середній дохід на одну сім'ю — 98 413 долари (медіана — 99 635). Медіана доходів становила 68 229 доларів для чоловіків та 50 272 долари для жінок. За межею бідності перебувало 3,1 % осіб, у тому числі 0,0 % дітей у віці до 18 років та 0,0 % осіб у віці 65 років та старших.
Цивільне працевлаштоване населення становило 1624 особи. Основні галузі зайнятості: освіта, охорона здоров'я та соціальна допомога — 28,1 %, публічна адміністрація — 14,2 %, будівництво — 9,4 %, науковці, спеціалісти, менеджери — 9,0 %.